# Willowick
Willowick – miasto w Stanach Zjednoczonych, w północno-wschodniej części stanu Ohio, nad jeziorem Erie.
Liczba mieszkańców w 2000 roku wynosiła 14 269.